# Grodzisko w Ryńsku
Grodzisko w Ryńsku – pozostałości grodu nad jeziorem Szańce w pobliżu wsi Ryńsk w województwie kujawsko-pomorskim.
Gród założono na wypiętrzonym progu rynnowym wysoczyzny morenowej, co podnosiło jego obronność.
Grodzisko składa się z dwóch części, rozdzielonych fosą o głębokości do 3 metrów. Całość zajmuje około 2400 m². Relikty wału wznoszą się do 8 metrów nad otaczającym terenem i 15 metrów nad powierzchnią jeziora. 
Pierwszy gród istniał prawdopodobnie krótko i został zniszczony w wyniku pożaru w 2 połowie XI wieku. Teren wykorzystano pod budowę nowego grodu w końcu XIV wieku. Wówczas podwyższono wały o co najmniej 5 metrów (stosując przestarzałą technikę rusztową), a majdan zmniejszono do około 800 m². Na środku majdanu znajdowała się studnia, a pod wałami kilka niewielkich budynków, częściowo zagłębionych w ziemi.
Zniszczenie grodu przypada na I połowę XV wieku. Prawdopodobnie gród został spalony w wyniku działań wojennych (znaleziono dużą liczbę grotów do kuszy rozproszonych po okolicy), możliwe, że w czasie wojny głodowej 1414 roku. 
W 1948 roku przeprowadzono badania archeologiczne powierzchniowe, w latach 1971 i 1989 badania sondażowe, natomiast w latach 1979-1980 - badania wykopaliskowe, które objęły powierzchnię 220 m². W trakcie badań znaleziono kilka tysięcy fragmentów naczyń ceramicznych oraz kilkaset przedmiotów metalowych. W 1965 roku grodzisko wpisano do rejestru zabytków.